# Brasema seyrigi
Brasema seyrigi är en stekelart som först beskrevs av Jean Risbec 1952.  Brasema seyrigi ingår i släktet Brasema och familjen hoppglanssteklar. Inga underarter finns listade.